# ناحیه وادی الأبطال
ناحیه وادی الأبطال (به عربی: دائرة وادی الأبطال) یک ناحیه در الجزایر است که در استان معسکر واقع شده‌است.